# مایکل مورگان (ورزشکار)
مایکل مورگان (انگلیسی: Michael Morgan؛ زادهٔ ۱۹ دسامبر ۱۹۴۶) آموزگار، مربی (ورزش)، و قایقران روئینگ اهل استرالیا است.